# Если бы я сделал это
«Если бы я сделал это» (англ. If I Did It, отменённое издание 2006 года), в издании 2007 года — «Если бы я сделал это: Признания убийцы» (англ. If I Did It: Confessions of the Killer) — книга, написанная литературным негром Пабло Фенхвесом и, предположительно, О. Джеем Симпсоном, в которой Симпсон выдвигает «гипотетическое» описание убийства Николь Браун-Симпсон и Рональда Голдмана.
Симпсон был оправдан в убийстве в уголовном процессе, но позже проиграл гражданский по тем же обвинениям. Хотя первоначальный выпуск книги был отменён вскоре после анонса в ноябре 2006 года, 400 000 экземпляров было отпечатано, и в июне 2007 года копии книги были слиты в интернет.
Первоначально книга должна была быть опубликована издательством ReganBooks (импринт HarperCollins), возглавляемое редактором и издателем Джудит Риган, ранее отметившееся выпуском биографий спорных деятелей шоу-бизнеса: радиоведущего Говарда Стерна, порнозвезды Дженны Джеймсон и принимавшего стероиды бейсболиста Хосе Кансеко. Для продвижения также планировалось интервью с Симпсоном для Fox Broadcasting Company под названием О. Джей Симпсон: Если бы я сделал это, вот как это произошло бы (и Fox, и HarperCollins принадлежали News Corporation). Как и оригинальный релиз, интервью было отменено.
В августе 2007 года суд по банкротству штата Флорида передал права на книгу семье Голдмана для удовлетворения решения гражданского суда. Название книги изменили на Если бы я сделал это: Признания убийцы, к первоначальному тексту были добавлены комментарии семьи Голдмана, Пабло Фенхвеса и сделавшего судебный репортаж с процесса для Vanity Fair Доминика Данна, издателем выступило Beaufort Books. В новом дизайне обложки (см. изображение в карточке) слово «если» (англ. if) было значительно уменьшено в размерах и размещено внутри буквы «Я» (англ. I); таким образом, это слово практически исчезло из поля зрения и визуально на обложке читалось Я сделал это (англ. I did it)

## Авторство
Бывший менеджер Симпсона Норман Пардо сообщил изданию Huffington Post, что книга была написана без участия его бывшего клиента. Тем не менее тот принял, вопреки совету Пардо, 600 тыс. долл. от ReganBooks и NewsCorp, чтобы потом назвать себя автором и дать согласованное интервью для ТВ.
Живший по соседству от места преступления и выступавший свидетелем на процессе 1995 года сценарист Пабло Фенхвес стал литературным негром книги Симпсона. В течение нескольких месяцев 2006 года он многократно брал интервью у Симпсона, к концу 2006 года книга была завершена. В интервью Фенхвес настаивал на том, что Симпсон активно участвовал в создании книги, а сам он «знал», что Симпсон был «убийцей».

## Содержание
Первая часть книги описывает ранние отношения Симпсона и Николь, а также их брак. Последняя часть рукописи описывает детали убийства, если бы его совершил Симпсон. Тем не менее, адвокат Симпсона сообщил о том, что в книге «только одна глава, посвящённая их смерти и она, в моём понимании, содержит указание, что это полный вымысел».
В гипотетическом сценарии Симпсона, у него есть случайный соучастник «Чарли», чьи просьбы прекратить убийства он игнорирует. По мнению Фенхвеса, тем самым Симпсон хотел отстраниться от убийств, в совершении которых он, по большей части, признавался.
В телевизионном интервью Симпсон рассказал следующую версию: 12 июня 1994 года он пошел на танцевальное выступление дочери Сидни, где также была Николь Браун в короткой юбке, что он не одобрял. Там он встретил старого друга, который сообщил его бывшей женой вечеринок с наркотиками и сексом, что сильно разозлило Симпсона из-за наличия в доме детей.
Вечером того же дня он пошел домой с целью обсудить это с бывшей женой, в его машине под сиденьем машины был спрятан нож. Он сказал, что разговор между ним и жертвами обострился до тех пор, пока он не оказался в луже крови. Тем не менее, он признался, что не помнит многое из того, что произошло. Вместе с ним был его друг Чарли, в руках которого в какой-то момент «Чарли» оказался нож, который в конечном итоге вернулся в руки хозяину. Покинув место преступления, Симпсон вернулся домой и постарался успеть на рейс в Чикаго, потому что на следующий день он должен был сыграть в турнире по гольфу среди знаменитостей. Спеша покинуть дом и сбежать, он оставил после себя ряд улик, которые нашли следователи, в том числе окровавленную перчатку, которую он носил во время убийств. Тем не менее, г-н Симпсон говорил во время интервью с г-жой Риган так, как будто убийства можно было бы предотвратить, если бы г-жа Браун Симпсон была более стабильным человеком, лучшей супругой и более ответственной матерью.

## Первый выпуск и его отмена
По воспоминаниям Риган, в 2005 году с ней связался адвокат Симпсона, звонок которого она изначально посчитала розыгрышем. По условиям заключённой сделки гонорар за книгу переходил в трастовый фонде детей Симпсона и Браун Сидни и Джастина, Риган настояла на записи интервью на камеру (без этого он всегда мог бы сказать: «писатель-призрак исказил мои слова», «это на самом деле не то, что я сказал». Бла-бла-бла).
Неофициальный анонс книги состоялся в конце октября 2006 года в издании The National Enquirer, но со стороны адвоката Симпсона поступило опровержение. Формальное объявление о появлении книги произошло в середине-конце ноября, датой выхода был назначено 30 ноября 2006 года. Активная публичная критика привела к отмене публикации книги и связанного с этим телевизионного интервью, работой над которыми занимались подразделения News Corporation (HarperCollins/ReganBooks и Fox Broadcasting Company). Согласно статье Newsweek, все 400 000 отпечатанных копий были уничтожены, кроме одной, запертой в сейфе в News Corp. Позже копия появилась на аукционе eBay в сентябре 2007 года и была продана за более чем $ 250 000. Джеймс Уолкотт из Vanity Fair для своей рецензии в январе 2007 года также получил «нетронутую» копию книги.
Первая версия обложки, опубликованная HarperCollins, являла собой фотографию Симпсона со словами «Я сделал это» (красного цвета) и «Если» (белого). В версии оформления от Beaufort слова «Я сделал это» набраны крупным шрифтом, в отличие от более мелкого «Если», помещённого на верху слова «Я». Ни в одном из вариантов обложки книги имя Симпсона не упомянуто.
HarperCollins Publishers планировал публикацию через своё подразделение ReganBooks 30 ноября 2006 года. По неподтверждённым данным National Enquirer, Симпсон мог получить за книгу около 3,5 млн долл. Риган заявила: «Это исторический случай, и я считаю, что это его признание.»

### Споры до публикации книги
If I Did It вызвало шторм споров, упор в которых в основном был сделан на ощущении того, что Симпсон пытается получить прибыль от двух смертей, в которых был признан ответственным гражданским судом
Предполагаемый выпуск книги вызвал возмущение со стороны родных Браун и Голдмана, посчитавших действия издательства «содействием преступлению» и желанием «дать слово убийце». Согласно юристам семьи Рональда Голдмана, их клиенты планируют получить любые доходы Симпсона от этой книги. Фред Голдман в 1997 году выиграл $ 33,5 млн долл. в гражданском суде из-за смерти своего сына в результате противоправных действий. Однако Симпсон не выплатил эту сумму на законных основаниях: большая часть его дохода состоит из пенсии «NFL», которые законодательство штата Калифорния освобождает от какого-либо сужения.
На следующий день после сообщения о публикации книги на интернет-сайтах в Австралии, Европе и США появились призывы игнорировать книгу и жаловаться на её издателей и продавцов.
За четыре дня с момента анонса о будущем появлении книги, более 58 000 человек подписали онлайн петицию, созданную семьёй Рональда Голдмана и направленную против её издания. Книжные магазины разделились в вопросе продажи этой книги. Многочисленные независимые продавцы сообщили о решении не продавать книгу или предлагать ограниченным тиражом, а вырученные на этом деньги отдать. Borders Books и Waldenbooks не исключали передачи заработанных на книге денег жертвам домашнего насилия. Несколько магазинов в Канаде сообщили о решении заказать её для своих клиентов, но не иметь в продаже.
В первые дни после анонса число предзаказов помогли книге попасть в топ 20 списка бестселлеров онлайн-ретейлера Amazon.com, к моменту отмены публикации она упала до 51 позиции.
Специалисты в области юриспруденции предполагали, что Симпсон сможет избежать какой-либо денежной уплаты Голдманам или Браунам с помощью использования зарубежных офшоров.

### Интервью для Fox Television
Изначально эксклюзивное интервью должна была взять Барбара Уолтерс из ABC в начале ноября, ради чего журналистка должна была прилететь домой к Симпсону в Майами. Однако из-за неоднозначности ситуации телеканал в итоге отказался от проекта.
Fox Television планировало опубликовать двухчастное интервью Симпсона Риган, в котором он якобы должен был рассказать, как совершил бы в 1994 году убийства Николь Браун Симпсон и Рональда Голдмана, «если бы был ответственным». В итоге беседа затянулась на пять часов.
Публикация была запланирована на 27 и 29 ноября 2006 года, и была приурочена к изданию книги. Программа не была бы «новостным» шоу под эгидой Fox News; над ней работал альтернативный программный отдел во главе с Майком Дарнеллом.
16 ноября 2006 года Риган выпустила заявление, согласно которому причиной записи интервью и выпуска книги была её попытка заставить Симпсона признаться в своих грехах, покаяться и изменить свою жизнь.

### Реакция филиалов Fox
К 19-20 ноября 2006 года около дюжины филиалов Fox объявили о намерении не выпускать в эфир интервью, либо выпустить с дальнейшим предоставлением местного времени для социальной рекламы. Свой эфир первыми отказались предоставлять 17 ноября станции из штатов Миссури и Пенсильвании вместе с двумя станциями из штатов Вашингтон и Кентукки.
Pappas Telecasting стал вторым филиалом, заявившим о намерении предупредить выход интервью на своих контролируемых каналах. Об этом же заявили отделения в ряде городов Северной Дакоты, Калифорнии и Айовы.
Филиалы KCPQ (Сиэтл, Washington) и XETV-TV (мексиканская Тихуана и Сан-Диего) затруднились озвучить свою позицию, но предположили, что в случае показа материала предоставят своё время социальной рекламе местных организаций по борьбе с домашним насилием.
NBC отказался от выпуска интервью, так как проект «не подходил для нашей сети».

### Отмена проекта
20 ноября 2006 года News Corporation выпустило заявление, где сообщило о специальной отмене выпуска интервью и книги. Владелец компании Руперт Мёрдок назвал планы по выпуску автобиографии Симпсона «плохо продуманными» и принёс извинения родным и близким Рона Голдмана и Николь Браун-Симпсон.
Associated Press назвало отмену выпуска книги «удивительным концом истории», а само решение издателя — «неслыханным».
В связи с наличием записи искомого интервью, руководство Fox и News Corporation не исключали его появления где-нибудь, особенно в интернете.
21 ноября 2006 года Денис Браун обвинила Fox в желании остановить критику со стороны семьи Голдмана и Браун с помощью неназванной денежной суммы, семьи отнеслись к этому негативно. Fox подтвердил, что семьям Браун и Голдман делали финансовые предложения касательно проектов, но отказался считать это взяткой.
Риган публично назвала действия своей компании ошибочными. Менее чем через месяц её уволили, как сообщается, за то, что она рассказала коллеге, что еврейская клика в News Corp хочет её поймать. Она подала в суд за клевету, и News Corp выплатила ей неназванную денежную сумму и опубликовала заявление с отрицанием антисемитского подтекста. По состоянию на 2024 год Риган руководила издательской компанией Regan Arts, распространение которой осуществляется через Simon & Schuster)

## Утечка в интернет
13 июня 2007 года PDF версия книги была слита в интернет через сервис Rapidshare, после чего появилась на различных BitTorrent сайтах. Исходная публикация на Rapidshare анонсировалась видеороликом на YouTube, где были показаны твёрдая обложка книги и адрес на Rapidshare.

## Переиздание
14 августа 2007 года стало известно о том, что литературный агент семьи Голдманов Шарлин Мартин заключила сделку о публикации книги с новым подзаголовком «Признания убийцы». К первоначальному материалу добавлялись «ключевые комментарии.» Книга вышла 13 сентября 2007 год.
В феврале 2007 года канадский издатель Barclay Road Inc. заинтересовался возможностью приобрести права для публикации книги.

### Передача прав
В июне 2007 года федеральный суд постановил, что Фред Голдман (отец Рона Голдмана) может предъявлять права на издание книги Симпсона. В июле 2007 года Симпсон был признан банкротом, и семья Голдманов получила права на книгу и 90 % прибыли для удовлетворения выигранного гражданского иска против Симпсона, 10 процентов в первых четырёх миллионах валовой выручки от издания книги и процент от общей выручки должен был получить назначенный судом попечитель (впоследствии большая часть этих денег будет передана родственникам бывшей жены Симпсона). После этого семья приняла решение издать книгу под новым названием Если бы я сделал это: Признания убийцы. Адвокаты семьи Голдманов анонсировали возможное приобретение новых книг, фильмов или телевизионных продуктов для погашения всей суммы выигранного иска.
Доходы от книги были почти единственными деньгами, которые семья когда-либо получила от Симпсона.

### Судебные иски
Фрэд Голдман судился с шелл-компанией Lorraine Brooke Associates за издательские права после того, как она обанкротилась. Затем он приобрёл права через назначенного судом конкурсного управляющего. Отец Николь Браун пытался воспрепятствовать в суде публикации книги, но проиграл.